# One World, One People
"One World, One People" é o sexto e último episódio da minissérie de televisão americana The Falcon and the Winter Soldier, baseada na Marvel Comics com os personagens Sam Wilson / Falcão e Bucky Barnes / Winter Soldier. Ele segue o par enquanto eles enfrentam os Apátridas. O episódio se passa no Universo Cinematográfico Marvel (MCU), dando continuidade aos filmes da franquia. Foi escrito por Malcolm Spellman e Josef Sawyer e dirigido por Kari Skogland.
Anthony Mackie e Sebastian Stan reprisam seus respectivos papéis como Sam Wilson e Bucky Barnes da série de filmes, estrelando ao lado de Emily VanCamp, Wyatt Russell, Erin Kellyman, Julia Louis-Dreyfus, Danny Ramirez, Georges St-Pierre, Adepero Oduye e Daniel Brühl. Skogland se juntou à série em maio de 2019. As filmagens aconteceram no Pinewood Atlanta Studios, com filmagens na área metropolitana de Atlanta e em Praga.
"One World, One People" foi lançado no Disney+ em 23 de abril de 2021. O episódio recebeu críticas geralmente positivas, embora tenha sido considerado mais fraco do que os episódios anteriores. Os críticos sentiram que o episódio trouxe a série a um final insatisfatório, não concluindo os vários pontos da trama de forma eficaz, e tendo mudanças abruptas nas caracterizações, particularmente com John Walker (Russell), embora a atuação, os visuais e o arco de Wilson tenham recebido elogios.

## Enredo
Usando um novo uniforme do Capitão América e traje de voo dos Wakandanos, Sam Wilson voa para Nova Iorque para salvar o Conselho de Repatriação Global (GRC) do ataque dos Apátridas, com a ajuda de Bucky Barnes e Sharon Carter, que também viajaram secretamente para a cidade. Enquanto Wilson luta com Georges Batroc, os Apátridas tomam vários representantes do GRC como reféns. Wilson persegue um grupo de reféns feitos em um helicóptero, enquanto Barnes persegue e intercepta um grupo em caminhões. Karli Morgenthau incendeia um dos veículos para manter Barnes ocupado e escapar com o outro, mas John Walker chega e intervém. Barnes consegue libertar os reféns do caminhão em chamas e se junta a Walker na batalha contra os Apátridas, mas é jogado no poço de uma construção. Walker também é derrotado e Morgenthau leva o caminhão restante para dentro do local. Walker decide deixar Morgenthau ir para impedir que o caminhão caia. Morgenthau e os restantes dos Apátridas o atacam, todos caem no chão, mas Wilson, tendo salvado os reféns no helicóptero, chega e pega o caminhão. Quando os reféns são libertados, Batroc chega e usa granadas de fumaça para permitir que os Apátridas fujam para os túneis ao redor do canteiro de obras.
Carter separa Morgenthau dos outros e confronta o último por tê-la traído, revelando sua identidade como o Mercador de Poder. Batroc tenta chantagear Carter, mas ela o mata. Wilson chega à razão com Morgenthau, mas ela se recusa a ouvir seus apelos e luta com ele mais uma vez. No entanto, quando Morgenthau está prestes a atirar em Wilson, Carter atira nela. Antes de morrer, Morgenthau chora e pede desculpas a Wilson. Após o ataque, Wilson convence o GRC a adiar a votação para forçar a realocação das pessoas deslocadas do Blip pelas quais Morgenthau morreu lutando e, em vez disso, se esforça para ajudá-los.
Os restantes Apátridas fortalecidos com o soro do super soldado são capturados, mas são mortos pelo mordomo de Helmut Zemo, Oeznik, através de uma explosão enquanto o veículo estava a caminho da Balsa. A condessa Valentina Allegra de Fontaine dá a Walker um novo terno e um novo codinome, pedindo a ele para que torne-se o Agente Americano e atue nas tarefas em que eles não podem usar o Capitão América. Wilson leva Isaiah Bradley e seu neto Eli à exibição do Capitão América do Smithsonian, onde instalou um memorial dedicado a Bradley. Barnes faz as pazes com seu amigo, Yori Nakajima, dizendo-lhe que ele matou seu filho enquanto ele era o Soldado Invernal e risca todos os outros nomes em sua lista de pessoas que precisavam ser eliminadas dele. Saindo de Nova Iorque para a Louisiana, ele então se junta a Wilson e seus amigos e família para um churrasco comemorativo.
Em uma cena no meio dos créditos, Carter recebe o perdão do governo dos Estados Unidos e é reintegrada em sua posição anterior na CIA. Mais tarde, ela faz uma ligação, informando a alguém que o Power Broker agora tem acesso total aos segredos do governo.

## Produção

### Desenvolvimento
Em outubro de 2018, a Marvel Studios estava desenvolvendo uma série limitada estrelando os filmes Sam Wilson / Falcon de Anthony Mackie e Bucky Barnes / Winter Soldier de Sebastian Stan da Marvel Cinematic Universe (MCU). Malcolm Spellman foi contratado como redator principal da série, que foi oficialmente anunciada como O Falcão e o Soldado Invernal em abril de 2019. Kari Skogland foi contratada para dirigir a minissérie um mês depois. Skogland e Spellman são produtores executivos ao lado de Kevin Feige, Louis D'Esposito, Victoria Alonso e Nate Moore da Marvel Studios. O sexto episódio, intitulado "One World, One People", foi escrito por Spellman e Josef Sawyer. "One World, One People" foi lançado no Disney+ em 23 de abril de 2021.

### Roteiro
Embora o episódio se passe principalmente na cidade de Nova Iorque, nenhum outro herói baseado na cidade, como o Homem-Aranha, aparece, uma vez que tal aparição não teria pertencido ou se encaixado organicamente na história. Spellman não acreditou que John Walker "saiu fácil" no episódio, observando como sua carreira havia sido destruída e para alguém no exército, "conseguir qualquer coisa além de uma dispensa honrosa, isso é um grande negócio". A co-produtora executiva Zoie Nagelhout discutiu por que a identidade de Sharon Carter como Power Broker foi escondida de Wilson e Barnes, dizendo que o conflito e a missão maiores de Carter não os envolviam, então "não era necessário complicar seu relacionamento" com eles. Nagelhout e os escritores acreditavam que era mais interessante para Carter continuar a ter essa dualidade.  Spellman trabalhou com Mackie no discurso de Wilson para os membros do Conselho de Repatriação Global (GRC), com Mackie sugerindo que Wilson falasse com um membro em vez das câmeras de televisão, então era menos sobre fazer um discurso e mais sobre tentar convencer uma pessoa.
Falando sobre a cena dos créditos intermediários, Spellman disse que a partir dela, o público saberia "exatamente quais portas foram abertas para um universo expandido", com VanCamp observando que Carter "tem um plano muito maior e não é para o maior bom como costumava ser". Skogland tentou mover a cena para diferentes partes do episódio, mas voltou a mantê-la como a cena do meio dos créditos para cimentar a revelação de Carter como o Power Broker. Uma vez que Carter agora "vive em um meio-termo que é realmente atraente", Nagelhout esperava que houvesse mais oportunidades para continuar a explorar o personagem e "que tons de cinza ela poderia alternar entre".

### Mudança de título
O final do episódio muda o título da série para Capitão América e o Soldado Invernal. Skogland observou que houve "muita conversa" em relação à mudança do título, como onde seria colocado no episódio, sua sutileza e seu design; ela acreditava que Feige sugerira que aparecesse no final do episódio. Embora "Winter Soldier" seja mantido no novo título, Spellman acredita que Barnes "matou aquele dragão", dizendo que no final da série Barnes "se livrou do fardo do Winter Soldier", encontrou uma família com Wilson e sentiu o que era como ser um herói pela primeira vez, acreditando que Barnes estava "agora livre para se tornar algo incrível". Spellman esperava que o público "esquecesse" como o cartão de título apareceu "como um indicador de um compromisso da Marvel". Uma versão do título foi feita para dizer "Capitão América e o Lobo Branco" para refletir o desenvolvimento do personagem de Barnes na série, mas Spellman acreditava que a Marvel queria manter parte do título original e se ambos os nomes fossem alterados", talvez não tem sido uma aterrissagem tão emocional porque é muita matemática e muita evolução".

### Escolha de elenco
O episódio é estrelado por Anthony Mackie como Sam Wilson / Capitão América, Sebastian Stan como Bucky Barnes / Winter Soldier, Emily VanCamp como Sharon Carter / Power Broker, Wyatt Russell como John Walker / Agente dos EUA, Erin Kellyman como Karli Morgenthau, Julia Louis-Dreyfus como Valentina Allegra de Fontaine, Danny Ramirez como Joaquin Torres, Georges St-Pierre como Georges Batroc, Adepero Oduye como Sarah Wilson e Daniel Brühl como Helmut Zemo. Também estarão presentes Carl Lumbly como Isaiah Bradley, Amy Aquino como Christina Raynor, Desmond Chiam como Dovich, Dani Deetee como Gigi, Indya Bussey como DeeDee, Renes Rivera como Lennox, Tyler Dean Flores como Diego, Elijah Richardson como Eli Bradley, Chase River McGhee como Cass, Aaron Haynes como AJ, Ken Takemoto como Yori, Miki Ishikawa como Leah, Rebecca Lines como Atwood, Jane Rumbaua como Ayla, Salem Murphy como Lacont, Nicholas Pryor como Oeznik e Gabrielle Byndloss como Olivia Walker.

### Filmagens e efeitos visuais
As filmagens aconteceram no Pinewood Atlanta Studios em Atlanta, Geórgia, com a direção de Skogland, e PJ Dillon atuando como diretor de fotografia. As filmagens em locações aconteceram na área metropolitana de Atlanta, incluindo Downtown Atlanta e Atlantic Station, e em Praga. Skogland originalmente pretendia que Spellman fizesse uma aparição especial como o cidadão que diz "Aquele é o Falcão Negro!" quando Wilson aparece como Capitão América para o público. A cena em que Fontaine unge Walker como agente dos EUA foi filmada no mesmo local do episódio anterior, em que o governo removeu Walker como Capitão América. Skogland achou que havia ironia em fazer isso, já que seu novo futuro estava começando onde ele perdeu o anterior.
Os efeitos visuais do episódio foram criados pela Sony Pictures Imageworks, Weta Digital, Digital Frontier FX, QPPE, Stereo D, Cantina Creative, Technicolor VFX, Trixter, Crafty Apes e Tippett Studio.

## Marketing
Em 19 de março de 2021, a Marvel anunciou uma série de cartazes criados por vários artistas para corresponder aos episódios da série. Os pôsteres lançados semanalmente antes de cada episódio, com o sexto pôster revelado em 19 de abril, desenhado por Luke Butland (Lost Mind). Após o lançamento do episódio, a Marvel anunciou mercadorias inspiradas no episódio como parte de sua promoção semanal "Marvel Must Haves" para cada episódio da série, incluindo roupas, acessórios, Funko Pops e outras estatuetas, brinquedos, fantasias e um conjunto temático do Monopoly, com foco em Wilson como Capitão América e designs atualizados para Barnes and Walker.

## Recepção

### Resposta crítica
O agregador de críticas Rotten Tomatoes reportou um índice de aprovação de 70% com uma pontuação média de 6,79 / 10 com base em 27 avaliações. O consenso crítico do site diz: "Enquanto o 'One World, One People' proporciona um encaixe final para Sam, sua pressa para embrulhar o Falcão e muitos segmentos o Soldado do Inverno pode deixar alguns fãs que querem - e querendo saber se haverá uma segunda temporada para ajudar a fazer as pazes."
Alan Sepinwall, do Rolling Stone, sentiu que os 'bate e queima' da série com 'Um mundo, Um Povo', afirmando: "É uma bagunça em quase todos os sentidos, até mesmo com as peças que o sentimento trabalho apressado e não ganhos, realizados em grande parte pela performers em vez de contar histórias". Ele sentiu que as sequências de ação eram difíceis de seguir, dada a forma como foram editadas e os ambientes escuros em que muitos se encontravam. Sepinwall o descreveu como "uma chatice particular" e "uma confusão visual" desde a estréia de Wilson como Capitão América deveria ter sido "um momento triunfante que mostra o quão bom Sam é no papel". Ele criticou o traje de Wilson como "pateta", apesar de sua fidelidade aos quadrinhos, e ficou desapontado com os vários antagonistas da série, sentindo que os escritores nunca perceberam totalmente as motivações de Morgenthau e desapontado por Walker ter voltado a ser um herói após ser ambientado no episódio anterior como um antagonista secundário "convincente". Ele acreditava que grande parte do episódio era sobre a criação de conteúdo futuro no MCU ao invés de "servir a história deste show", de forma semelhante ao episódio final de WandaVision.
Escrevendo para IGN, Matt Purslow deu a "One World, One People" uma nota 5 de 10, acreditando no episódio "luta sob o peso de muitos tópicos" que a série teve de concluir, resultando em um "confuso, insatisfatório" conclusão. Purslow criticou o ritmo dos episódios e sentiu que a ação às vezes atrapalhava os elementos mais merecedores da trama, como uma maior exploração de Morgenthau e Walker, que ambos tiveram "papéis nada impressionantes para representar" no final. Purslow também sentiu que a revelação de Carter como o Power Broker e o ataque final de Zemo aos Apátridas da prisão foram ambos imerecidos. Um dos elementos mais fortes do episódio para Purslow foi Wilson se tornando o Capitão América, particularmente seu discurso para o GRC, que foi o "momento brilhante" de Wilson, e sentiu que Wilson estabelecendo o tributo a Isaiah Bradley foi "uma declaração final fantástica" para a série. discussão de raça. Escrevendo para o The Hollywood Reporter, Richard Newby sentiu que o discurso de Wilson para o GRC foi "lindamente redigido", com o discurso "voltando às origens dos quadrinhos de Sam como filho de um pregador que sabia algumas coisas sobre palavras poderosas". Newby também sentiu que a estátua de Isaiah Bradley era relevante "considerando as estátuas de soldados confederados e colonizadores que ainda existem na América", e que "ficamos tão inundados com imagens de negros americanos sendo espancados em nossas telas" que ver Wilson triunfar era "quase um sentimento estranho".
Como Sepinwall, Christian Holub da Entertainment Weekly questionou o retrato de Walker no episódio, dizendo que sua brincadeira com Barnes depois de tentarem se matar no último episódio provou que a série "realmente não sabia o que fazer com qualquer um de seus personagens". A "parte mais insuportável deste episódio" foi a "palestra do aspirante a Aaron Sorkin" de Wilson, que tinha "um elemento racial estranho", já que continuava a tendência de contar histórias da série para explicar as coisas em vez de mostrar. Holub acredita que esta foi uma das razões pelas quais os Apátridas não se conectaram com o público, uma vez que suas motivações eram baseadas em "exposição monótona e diálogo que apenas afirmava os fatos ao invés de nos mostrar a história". Embora Holub tenha gostado do fato de o terno de Wilson ser uma réplica exata dos quadrinhos e achado agradável vê-lo voar enquanto empunhava o escudo, ele acabou ficando "desapontado" e "sentindo-se meio vazio" no final da série, dando ao episódio um "C".
Noel Murray disse no The New York Times que o público teria ficado satisfeito com o final se viesse para a série todas as semanas "para ver super-heróis de grande orçamento", mas ficaria desapontado se estivesse procurando por momentos de personagem. Murray acreditava que Barnes tinha a história "mais limpa e encorajadora" de todos os personagens principais, enquanto era "mais difícil saber o que fazer com os finais" para Zemo, Morgenthau e Carter, chamando-a de "uma escolha estranha centrar-se em Sharon no final, "uma vez que fez" todo o foco temático e narrativo do programa parecer mal direcionado". Sulagna Misra no The A.V. Club gostou do discurso de Wilson e que Wilson é "uma pessoa normal, e ele sabe o quanto as pessoas normais podem fazer", mas discordou da caracterização de Morgenthau. Misra entrou no episódio com poucas expectativas, pois sentia que a série "estava fazendo muito e parecia não saber como se manter firme, ao mesmo tempo que demorava um pouco para uma série que só tem 6 episódios". Embora longe de ser perfeito, o episódio lembrou Misra da diversão que ela teve ao ver o Capitão América: O Soldado Invernal nos cinemas, com Misra dando a "Um Mundo, Um Povo" um "B+".

### Prêmios e indicações
Para o 73º Primetime Creative Arts Emmy Awards, Matthew Wood, Bonnie Wild, James Spencer, Richard Quinn, Steve Slanec, Kimberly Patrick, Teresa Eckton, Frank Rinella, Devon Kelley, Larry Oatfield, Anele Onyekwere, Dan Pinder, Ronni Brown e Andrea Gard foi indicado para Melhor Edição de Som em Série de Comédia ou Drama (One-Hour) por seu trabalho no episódio.